# 楊琳 (越南)
楊琳（越南语：／；1851年—1920年），字夢石（越南语：／），號橘叟（越南语：／），別號雲湖，越南阮朝官員。

## 生平
楊琳是河内省應和府山朗縣芳亭總雲亭村（今屬河內市應和縣）人，三甲楊珪的弟弟，嗣德四年（1851年）出生。嗣德三十一年（1878年），參加鄉試，考中河內場解元。初任懿安縣訓導，後升懷安縣知縣。成泰元年（1889年），升鴻臚寺卿，任興安按察使。成泰三年（1891年），分北寧省諒江府設陸南省，楊琳改任陸南布政使，充經略衙參辦，後改任太平巡撫。成泰七年（1895年），升北圻經略衙參知，後加署尚書銜。成泰十年（1898年），升授工部尚書銜，充國史館總裁。成泰十二年（1900年），改任平富總督，加銜太子少保，後署協辦大學士。維新年間，以太子少保協辦大學士身份休致。
啟定五年（1920年）九月，楊琳去世，壽七十歲。阮朝朝廷追贈慶雲男（越南语：／）。

## 冊文
啟定五年（1920年），阮廷追封楊琳為慶雲男冊文：
承天興運，皇帝制曰：朕惟人臣秉謙恭之節，久達罘罳；熙朝隆追獎之恩，永傳書券。風傳芝誥，雨潤松岡。睠惟太子少保協佐大學士原平富總督休致故楊琳，河北名流，江東人望。科魁鄉榜，宦歷要階。雄藩幾度棠陰，茂著旬宣之績；帥府兩遭蓮幕，預參軍國之籌。經年藜閣濡翰，三長史筆；當日槃城建節，一路福星。制閫通材，酬勳重宮銜之予；修書卸命，紀績參揆席之榮。遽賦歸來，長吟棲止。林泉自適，忠孝以教其子孫；畎畝不忘，憂愛常懸於君國。當此趣怡，松菊雲湖之煙景誰爭；詎知神托，尾箕雪峝之徽風乍渺。興思及此，良用撫然。追念舊臣，宜稠異渥。茲特追封慶雲男，錫之誥命。尚其光膺鳳詔，祗受鴻名。榮荷袞葩，増賁松楸之色；券留苗裔，長存帶礪之盟。欽此。
啓定五年拾月初陸日

## 著作
楊琳參與編輯了《幼學漢字新書》、《中學五經撮要》等書，著有《北圻州郡更換分合賦》、《南史賦》、《雲亭詩集》、《皇朝史記》等。其中《北圻州郡更換分合賦》由楊琳第二子楊瑧（字佩之）整理。

## 家庭
- 子楊璠
  - 孫楊紹祥，啟定四年（1919年）進士
  - 孫楊紹祗
- 次子楊瑧
- 子杨嗣琸

## 外部鏈接
- Dương Lâm - nhà văn hóa, nhà thơ nổi tiếng thế kỷ 19 | Danh nhân Thăng Long - Hà Nội | 27/10/2024